# Mesostenus rufotinctus
Mesostenus rufotinctus är en stekelart som beskrevs av Léon Abel Provancher 1874. Mesostenus rufotinctus ingår i släktet Mesostenus och familjen brokparasitsteklar. Inga underarter finns listade i Catalogue of Life.